# Ын (буква грузинского письма)
Ын  (ჷ, груз. ჷნ, также шва, груз. შვა) — дополнительная буква грузинского письма.

## Использование
Используется в сванском языке для обозначения звука [ə].
Ранее использовалась в абхазском (1937—1954) и осетинском (1938—1954) алфавитах на основе грузинского письма, после их перевода на кириллицу в обоих случаях была замена на ы.
В системах романизации грузинского письма передаётся как ĕ (ALA-LC).

## Написание
| Асомтаврули | Нусхури | Мхедрули |
| ----------- | ------- | -------- |
|             |         |          |

## Кодировка
Ын мхедрули была включена в стандарт Юникод в версии 3.2 в блок «Грузинское письмо» (англ. Georgian) под шестнадцатеричным кодом U+10F7.
Ын асомтаврули и ын нусхури были добавлены в Юникод в версии 6.1 в блоки «Грузинское письмо» и «Дополнение к грузинскому письму» (англ. Georgian Supplement) под шестнадцатеричными кодами U+10C7 и U+2D27 соответственно.
Ын мтаврули была включена в Юникод в версии 11.0 в блок «Расширенное грузинское письмо» (англ. Georgian Extended) под шестнадцатеричным кодом U+1CB7.